# Inglis Moore Uppercu
Inglis Moore Uppercu (North Evanston, 17 settembre 1877 – New York, 7 aprile 1944) è stato un pioniere dell'aviazione ed industriale aeronautico ed automobilistico statunitense.

## Biografia
Nato a North Evanston, Illinois, il 17 settembre 1877, si trasferì a New York nel 1888. Dopo aver frequentato la Polytechnic School di Brooklyn, frequentò la facoltà di legge alla Columbia University prima di intraprendere una carriera nel settore dell'industria automobilistica. Dopo brevi collaborazioni con la Duryea Automobile Co. e la Neostyle Co., fondò nel 1902 la Motor Car Co. nel New Jersey, dove vendette automobili e camion delle fabbriche Autocars, Cadillac e Packard ai residenti della zona metropolitana di New York. Nel 1906 vendette una automobile al giudice Gottfried Kruger, e si innamorò di sua figlia Ella. In seguito sposò la fanciulla che gli insegnò a guidare
Con di una comprovata esperienza nel settore automobilistico nel 1908 acquistò la New York City Cadillac, riorganizzandola poi come Detroit Cadillac Motor Car Co. Inizialmente la Healey & Company sviluppò un buon rapporto di lavoro con la Detroit Cadillac Motor Car Co. di Uppercu, di cui egli era il più grande cliente. J.R. MacLachlan divenne direttore del dipartimento di progettazione della Detroit Cadillac Motor Car Co., e sia lui che Grover C. Parvis, mantennero la stessa posizione con il distributore Packard di New York City, spesso disegnando i veicoli che venivano ordinati.
Nel corso del 1908 effettuò un investimento finanziario presso la Boland Aeroplane and Motor Co. di Avondale, New Jersey. Nel 1909 realizzò presso la Boland il suo primo velivolo biplano. Quando il fondatore della ditta, Frank E. Boland, morì in un incidente aereo nel 1913, egli divenne presidente ed amministratore delegato dell'azienda. Nel 1914 Uppercu riorganizzò l'azienda, ribattezzandola Aeromarine Plane and Motor Company. In forza di ordini effettuati dall'esercito e della marina statunitense, nel 1917 costruì un nuovo stabilimento adiacente alla Raritan Bay di Keyport, New Jersey. Durante la prima guerra mondiale l'Aeromarine costruì aerei da osservazione per l'Army Signal Corps e addestratori per l'US Navy. Alla fine della guerra l'esercito statunitense si trovò con 4 milioni di dollari di aerei surplus che vennero offerti a Uppercu per un penny ogni dollaro di valore. A quell'epoca egli non ebbe alcun problema a vendere velivoli anche ai contrabbandieri di rum, convertendo inoltre una serie di idrovolanti Curtiss F5L e Curtiss HS2L in lussuosi aerei di linea civili. Un idrovolante Aeromarine effettuò la prima consegna di posta aerea in mare nel 1919, quando è lanciò un sacco di posta sul ponte del transatlantico Adriatic, di proprietà della White Star Line, un'ora e mezza dopo la partenza della nave da New York.
Nel 1919 usò il posto barca del suo yacht Seven Seas, ancorato sul fiume Hudson, per offrire visite guidate a New York City effettuate con i rinnovati idrovolanti Curtiss. Poco dopo comprò un idrovolante per operare a Key West, Florida, creando la Aeromarine West Indies Airways, una controllata della Aeromarine destinata ad offrire servizi commerciali di trasporto di passeggeri e posta sulle rotte dei Caraibi. L'azienda venne riorganizzata entro l'anno come Aeromarine Airways, ed iniziò il servizio di linea tra Key West, L'Avana, Miami, Palm Beach, Bimini e Nassau. Durante l'estate, alcune degli idrovolanti dell'Aeromarine Airways furono trasferiti verso nord, offrendo visite guidate e voli di linea tra Manhattan, Atlantic City e gli Hampton. Fu poi aggiunta una rotta verso ovest da Cleveland a Detroit, così come un volo diretto da Manhattan a L'Avana che venne affettuosamente chiamato "the Highball Express", per via dei suoi passeggeri dell'era del Proibizionismo. L'Aeromarine istituì biglietterie a Cleveland, Detroit e Miami, e operò dai terminali aerei di Key West e New York. La New York's Healey & Co. forniva all'Aeromarine Airways il servizio autobus su chassis Packard e Cadillac, che trasportavano i passeggeri con un servizio navetta dalle biglietterie della ditta, agli aeroporti ed ai posti di imbarco. A causa della costante esposizione all'acqua di mare lo scafo in legno degli aerei Curtiss invecchiava prematuramente, e nel 1923 l'Aeromarine Plane and Motor Company realizzò su sua richiesta un idrovolante interamente costruito in alluminio, designato Aeromarine AMC. Purtroppo l'US Navy non si interessò all'acquisto del nuovo velivolo che, dato il prezzo assai elevato, risultò troppo costoso per la maggior parte dei vettori civili. L'eccellente record di sicurezza dell'Aeromarine Airways venne compromesso nel gennaio del 1923, quando il propulsore di uno degli aerei Curtiss in volo tra Key West e L'Avana subì un guasto irreparabile. L'aereo precipitò e quattro facoltosi cittadini cubani rimasero uccisi nell'incidente. La cattiva pubblicità che ne derivò costrinse la promettente impresa al fallimento. Ciò che rimaneva dell'Aeromarine Airways fu venduta nel gennaio 1924 e Uppercu costituì una nuova società con il progettista aeronautico Vincent Burnelli, designata Uppercu-Burnelli Airplane Co.
L'ultima apparizione della Healey & Co. ad un salone espositivo fu a quello di New York del 1923, e subito dopo il colonnello Healey decise di ritirarsi dal business della costruzioni automobilistiche personalizzate. Egli vendette la società ad Uppercu, il suo principale cliente, che trasferì la fabbrica di costruzione autobus Healey presso l'Aeromarine di Keyport, riorganizzato l'azienda nel 1924 come Healey-Aeromarine Bus Co. con sede a Nutley (New Jersey). Quello che rimaneva della produzione automobilistica personalizzata di Healey venne integrato nella Uppercu Detroit Cadillac Motor Car Co., riorganizzata successivamente come Uppercu Cadillac Corporation nel 1925. A quel punto Uppercu operava a Manhattan con due concessionarie, la prima situata a Broadway nella 62ª strada, e la seconda al No.70 di Columbus Avenue. La Healy-Aeromarine Bus Co. operò almeno fino al 1926, ed era nota anche per aver costruito alcune macchine professionali su telaio Cadillac e Packard, ma dal 1928 l'azienda fu conosciuta come Aeromarine Starter Corp., ma è dubbia ogni ulteriore produzione di autobus o di carri funebri. Nel 1931 vendette il gruppo delle concessionarie Cadillac alla Cadillac Motor Car Division della General Motors, ritirandosi nel contempo dal business automobilistico. Iniziò quindi a passare molto tempo sul suo yacht, il clipper Seven Seas. Tuttavia continuò ad interessarsi al settore dell'aviazione fino al 1936 e rimase attivo nel supervisionare i suoi vasti possedimenti nel settore minerario e le connesse attività di esplorazione, fino al 1938. Divenuto oramai plurimilionario si ritirò a New York, dove morì il 7 aprile 1944. Gli sopravvisse la moglie Ella Krueger, e le loro cinque figlie.

### L'automobile Duryea 1893
A Inglis M. Uppercu si deve la sopravvivenza dell'originale prototipo di automobile Duryea 1893, visibile attualmente presso lo Smithsonian Institution. I fratelli Charles e Frank Duryea costruirono la prima auto americana alimentata a benzina nel 1893 da un vecchio calesse trainato da cavalli in cui è stato installato un motore a benzina, dotato di singolo cilindro, erogante 4 hp. L'automobile non dimostrò un buon funzionamento, venendo usata solo un paio di volte prima che i fratelli Dureya la ricoverassero in deposito per poi dimenticarsene. Nel 1920 Uppercu scopri il luogo in cui il veicolo era conservato, e rendendosi conto della sua importanza lo acquistò per donarlo all'United States National Museum, ora denominato Smithsonian Institution.